# Polkovicit
Polkovicit ist ein sehr selten vorkommendes Mineral aus der Mineralklasse der Sulfide und Sulfosalze. Es kristallisiert im kubischen Kristallsystem mit der chemischen Zusammensetzung (Fe,Pb)3Ge1-xS4 und bildet bräunlich graue Massen mit anderen Sulfiden. Es bildet eine Mischkristallreihe mit Morozeviczit, bei der Blei gegen Eisen ausgetauscht ist.

## Etymologie und Geschichte
Das Mineral wurde erstmals 1975 von Czeslaw Haranczyk in der Polkowice-Mine bei Legnica in Polen gefunden. Er benannte es nach dem Fundort.

## Klassifikation
In der Systematik nach Strunz wird Polkovicit zu den Metallsulfiden mit einem Verhältnis von Metall zu Schwefel, Selen oder Tellur von 1:1 gezählt. Nach der 8. Auflage bildet es dabei zusammen mit Colusit, Germanit, Maikainit, Vinciennit, Nekrasovit, Ovamboit, Morozeviczit, Renierit, Stibiocolusit, Sulvanit und Germanocolusit eine Gruppe. In der 9. Auflage bildet es mit Catamarcait, Hemusit, Kiddcreekit, Vinciennit, Morozeviczit und Renierit eine Untergruppe der Sulfide mit Zink, Eisen, Kupfer oder Silber.
In der Systematik nach Dana bildet es mit Morozeviczit eine Untergruppe der Sulfide, Selenide und Telluride mit einer allgemeinen Verhältnisformel AmBnXp und einem Verhältnis von (m+n) zu p von 1:1.

## Bildung und Fundorte
Polkovicit bildet sich durch Metasomatose von Sandstein oder älteren Sulfiden. Es ist vergesellschaftet mit Markasit, Chalkopyrit, Bornit, Chalkosin, Tennantit, Sphalerit und Galenit.
Das Mineral wurde bislang nur an der Typlokalität in Polen gefunden.

## Kristallstruktur
Polkovicit kristallisiert im kubischen Kristallsystem mit dem Gitterparameter a = 10,61 Å sowie acht Formeleinheiten pro Elementarzelle.